# WISE J072003.20−084651.2
WISE J072003.20−084651.2 (kurz WISE 0720−0846, auch Scholz’ Stern) ist ein Doppelsystem in etwa 22 Lichtjahren (6,8 Parsec) Entfernung von der Sonne im südlichen Sternbild Einhorn.
Der Stern kam vor ca. 70.000 Jahren dem Sonnensystem sehr nahe.

## System
Bei Scholz’ Stern handelt es sich um einen Roten Zwerg mit der Spektralklasse M9.5 und etwa 100 Jupitermassen. Der Begleiter ist wahrscheinlich ein Brauner Zwerg mit der Spektralklasse T5.5 mit etwa 65 Jupitermassen. Das System hat 0,15 Sonnenmassen. Das Paar umkreist einander in einer Entfernung von 0,8 Astronomischen Einheiten (AU). Das System hat eine Scheinbare Helligkeit von 18,3 mag und ist schätzungsweise zwischen 3 und 10 Milliarden Jahren alt. Es handelt sich um eine späte Entdeckung, verglichen mit benachbarten Sternen, weil sich die bisherigen Forschungsbemühungen auf Objekte mit höherer Eigenbewegung konzentrierten.

## Begegnung mit dem Sonnensystem
Schätzungsweise vor 70.000 Jahren passierte das WISE-0720-0846-System in 52.000 AU (0,82 Lichtjahre) Entfernung die Sonne. Es wird vermutet, dass in ihrer Bahn gestörte Kometen aus der Oortschen Wolke rund 2 Millionen Jahre brauchen, um in das innere Sonnensystem zu gelangen. Bei dieser Annäherung soll der Stern eine scheinbare Helligkeit von 11,4 mag aufgewiesen haben. Es wird angenommen, dass Scholz’ Stern aufgrund von beobachteten Strahlungsausbrüchen ähnlicher Sterne jeweils für Minuten oder Stunden bloßen Auges am Nachthimmel gesehen werden konnte. Man schätzt, dass etwa einmal in 100.000 Jahren ein fremder Stern die Oortsche Wolke durchquert. Eine Annäherung auf 52.000 AU oder näher tritt danach etwa alle 9 Millionen Jahre auf.
Die Nähe des Sterns zum Sonnensystem wurde zuerst 2013 von dem deutschen Astronomen Ralf-Dieter Scholz vom Leibniz-Institut für Astrophysik Potsdam berichtet, woraufhin das System den informellen Namen Scholz’ Stern (englisch: Scholz’s star) erhielt.